# 夏玟
夏玟（1934年9月11日—2021年6月1日），笔名艾珉，女，湖北武汉人，中国翻译家、编辑家、 作家，原人民文学出版社外国文学第一编辑室主任，享受国务院政府特殊津贴待遇，中华人民共和国成立七十周年纪念章获得者，全国法国文学研究会常任理事、中国作家协会会员。毕业于北京大学。毕业后留校任教，担任西语系文学教研室副主任和朱光潜教授的研究助手。1975年调任人民文学出版社。

## 生平
1934年9月生于今湖北省武汉市，1951年7月毕业于武汉第一女子中学，先后在中共武汉市江岸区委及中央国家机关团委任宣传部干事。1956年，考入北京大学西语系。1960年毕业于北京大学西语系，并留校任教担任西语系文学教研室副主任和朱光潜教授的研究助手。1964-1966年公派至法国雷恩大学进修。1975年2月，调入人民文学出版社，任外国文学编辑、编审。1983年，加入中国作家协会。1992年3月，离休。
2021年6月1日凌晨1时5分在北京逝世，享年87岁。根据夏玟生前遗愿，遗体捐献医学事业，不举办告别仪式。

## 主要作品
主编《巴尔扎克全集》、《巴尔扎克选集》、《人间喜剧》、《福楼拜文集》、《福楼拜小说全集》、《纪德文集》、《萨特文集》、《罗曼·罗兰文集》、《萨特读本》、《巴尔扎克醒世小说》、《中学生文学选读 佳作丛书》。
著作《法国文学的理性批判精神——从拉伯雷到萨特》、《巴尔扎克传》、《巴尔扎克——一个伟大的寻梦者》。
译著《冰岛渔夫·菊子夫人》（皮埃尔·洛蒂著）、《巴尔扎克传》（莫洛亚著，与俞芷倩合译）、《名人传》（罗曼·罗兰著，与张冠尧合译）、《莫班小姐》（戈蒂耶著）、《法国童话选》（佩罗著）。

## 奖项和荣誉
所编《巴尔扎克全集》获全国首届优秀外国文学图书奖特别奖及新闻出版署首届直属出版社优秀图书编辑一等奖，《法国文学史》和《人间喜剧》分获全国第一、二届优秀图书提名奖。
2019年，荣膺庆祝中华人民共和国成立70周年纪念章。